# Animal Liberation Front

Eines der Logos

Die Animal Liberation Front (ALF, deutsch: Tierbefreiungsfront) ist eine international wirkende, dezentral organisierte Gruppe der militanten Tierbefreiungsbewegung, die 2004 in den USA vom FBI als terroristische Vereinigung klassifiziert und 2011 im niedersächsischen Verfassungsschutzbericht erwähnt wurde. Ihr Ziel ist es, Tierversuche und Tötung von Tieren zu verhindern. Dies geschieht in erster Linie durch Tierbefreiungen sowie Anschläge auf Laboratorien und Tierfarmen mittels Sabotage, Brandanschlägen und anderen direkten Aktionen. Die Earth Liberation Front (ELF) gilt als Schwesterorganisation.

## Entstehung
Die Anfänge der ALF gehen auf die „Hunters Saboteurs Association“ (Deutsch in etwa Jagd-Sabotage Vereinigung), kurz HSA zurück. Diese wurde 1964 in Großbritannien gegründet um Jagden durch direkte Aktionen zu verhindern. Nach kurzer Zeit bildeten sich in ganz Großbritannien Sabotagegruppen, unter anderem eine in Luton, in welcher auch Ronnie Lee tätig wurde. 1972 bildete sich aus Teilen der HSA eine radikalere Gruppe mit dem Namen „Band of Mercy“, welche sich zum Ziel setzte, nicht schon laufende Jagden zu stören, sondern bereits deren Beginn durch Zerstören von Jagdfahrzeugen zu verhindern. Die Gruppe weitete ihre Sabotageaktionen in den kommenden Jahren auf verschiedene Objekte, welche im Zusammenhang mit Tierausbeutung standen, aus.
Im August 1974 kam es zu den ersten Festnahmen mit Ronnie Lee und Cliff Goodman. Nach 12 Monaten Haft entschloss sich Ronnie Lee eine neue Gruppe, die Animal Liberation Front, zu gründen.

## Organisation und Aufbau
Die ALF ist eine nicht-hierarchisch organisierte Bewegung, in der es keine formellen oder sonstigen Mitgliedschaften gibt. Sie besteht aus einander unbekannten, autonomen Zellen, welche aus mehreren Bezugspersonen oder auch nur einer Einzelperson bestehen können. Als zur Animal Liberation Front zugehörig deklarieren dürfen sich alle Menschen, die vegan leben und sich zu folgenden Zielen bekennen bzw. folgende Kriterien einhalten:
- Die Befreiung von Tieren aus den Stätten, in denen sie gequält werden, wie zum Beispiel Laboratorien, Tierfabriken, Pelzfarmen etc. Die Tiere müssen in ein gutes Zuhause übergeben werden, wo sie frei von Leiden bis zu ihrem natürlichen Ende leben dürfen.
- Das Zufügen ökonomischer Schäden für all jene, die von Tierausbeutung und -mord profitieren.
- Das Aufzeigen des Horrors und der Gräueltaten, denen Tiere hinter verschlossenen Türen ausgesetzt sind, mit Hilfe von gewaltfreien, direkten Aktionen und Befreiungen.
- Das Ergreifen aller notwendigen Vorsichtsmaßnahmen, damit weder Menschen noch nichtmenschliche Tiere während der Aktionen Schaden nehmen.[3]

## Motivation
Die ALF hat sich als Ziel gesetzt, alle Tiere aus ihren Ausbeutungsverhältnissen zu befreien, sei es aus Massentierhaltungsanlagen, Versuchslaboren oder Pelzfarmen. Die Motivation für ihre militanten Taten zieht die ALF aus der Annahme, dass die moralische Begründung für die Ausbeutung nicht-menschlicher Tiere auf einem speziesistischen Bias beruht. Es gibt zwei wesentliche Argumente, welche die Ausbeutung von nichtmenschlichen Tieren grundsätzlich in Frage stellen:
- Argument der menschlichen Grenzfälle: Dieses besagt, dass keine klare Trennlinie zwischen Menschen und anderen Tieren gezogen werden kann, weshalb deren Ausbeutung aus philosophischer Sicht keine Legitimation erhalten kann.[4][5]
- Argument fehlender Relevanz: Hierbei wird argumentiert, dass selbst wenn es qualitative Unterschiede zwischen Menschen und anderen Tieren gäbe, diese keine moralische Relevanz besitzen. Beispiel: In Krankenhäusern werden intelligentere, kreativere oder körperlich stärkere Menschen auch nicht vor anderen, nicht so „herausragenden Personen“ behandelt.[6][7]

Die ALF erkennt allen Tieren ein Leben in Freiheit zu und versucht diese mit direkten Aktionen zu erreichen. In Communiqués oder philosophischen ALF-Texten wird diese oft mit der militanten Underground Railroad aus der Zeit der Sklavenbefreiung in den USA oder Widerstand gegen den Nationalsozialismus während der NS-Herrschaft in Europa verglichen. Viele Personen aus dem Umfeld der ALF glauben, dass nur eine Kombination aus militanter Sabotage und legalen Kampagnen zur Befreiung aller Tiere führen kann.

## Methoden
Zu den Methoden, derer sich die ALF bedient, gehören die Befreiung von Tieren aus Versuchslaboren oder Zuchtbetrieben, Warnbriefe, Telefonvorsorge und Hausdemonstrationen, sowie die Markierung von Gebäuden, Fahrzeugen, Geräten u. ä., die mit jeglichen Formen der Nutzung von Tieren in direktem oder indirektem Zusammenhang stehen. Durch die Sabotage und die dabei entstehenden Kosten soll der Betreiber wirtschaftlich geschädigt werden. Zudem organisieren Aktivisten der ALF Unterbringung und Versorgung der Tiere.
Den auf ihren Homepages veröffentlichten Bekennerschreiben nach beschränken sich viele Akteure, insbesondere in Deutschland, auf Sachbeschädigung gegen, nach Meinung der ALF, nicht opportune Einrichtungen. Dies sind vor allem Jagdanlagen (Hochsitze etc.), Fleischereigeschäfte, Schlachthöfe, Pelzhändler, Pelztierfarmen usw., wobei die Methoden vom Einschlagen der Fensterscheiben über das Absägen von Hochsitzen und den Einsatz von Buttersäure bis hin zu Brandanschlägen reichen. Nach Recherchen der Wochenzeitung Die Zeit konnten zwischen 2009 und 2014 in Deutschland 136 durch Bekennerschreiben und Presseberichte verifizierte Attacken direkt zugeordnet werden. Eigene Angaben der ALF wie auch das Bundeskriminalamt sprechen von einer deutlich höheren Zahl an Taten.
In Niedersachsen gab es vier ungeklärte Brandstiftungen in leerstehenden Mastanlagen in Sprötze, Vechelde, Mehrum und Schnega, die als Zulieferbetriebe des Geflügelschlachthofes Wietze neu erbaut wurden. Zu den Taten lagen jeweils Bekennerschreiben vor, die sich mit der Animal Liberation Front identifizieren. Den Eigentümern entstand jeweils ein Sachschaden von geschätzten mehreren zehntausend Euro.

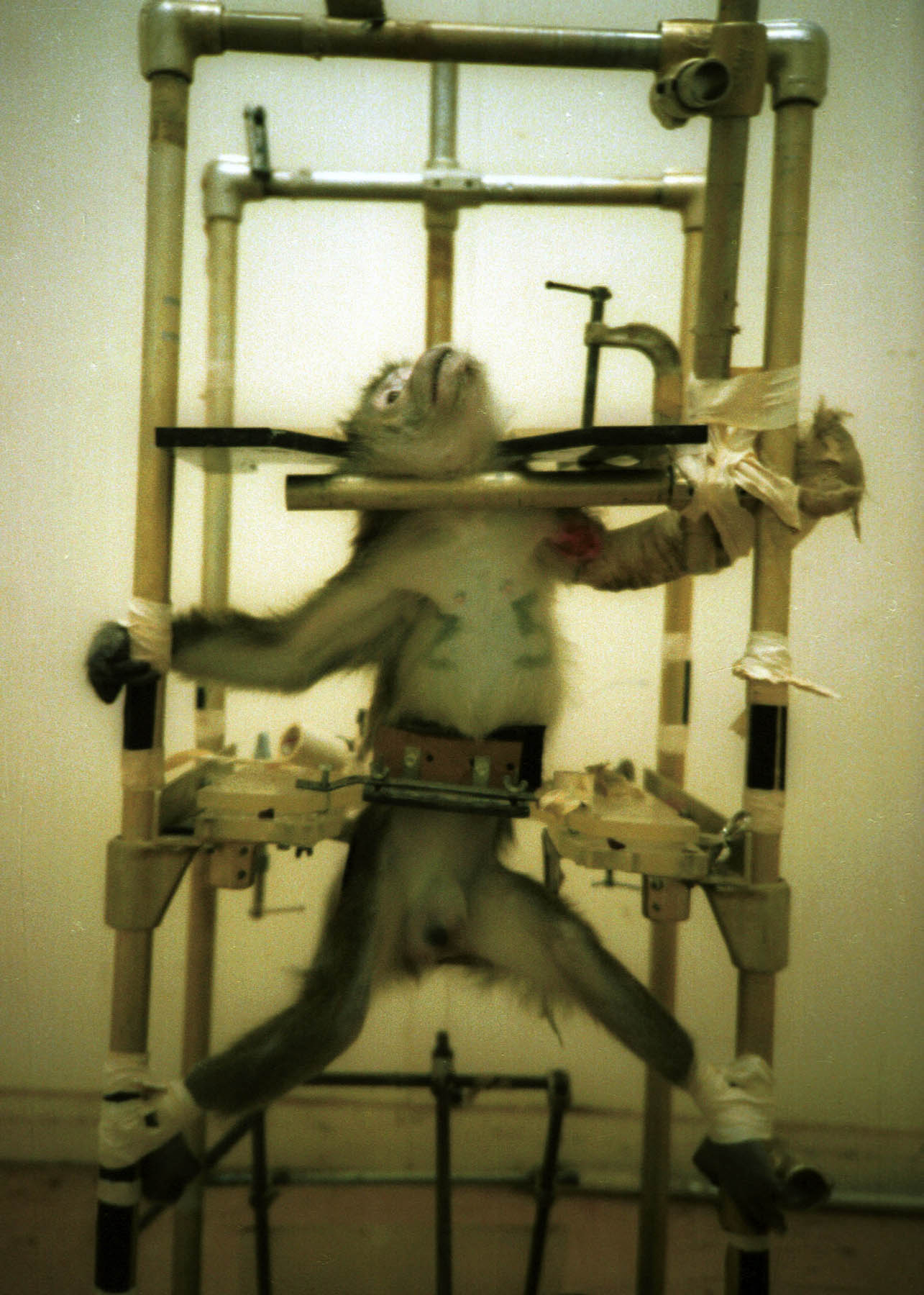
Das Unterbringen der sog. Silver Spring Monkeys (hier Domitian) in einem Pflegehaus, nachdem sie 1981 von der Polizei per Gerichtsbeschluss aus Edward Taubs Verhaltensforschungsinstitut in Silver Springs befreit wurden, war die erste Aktion der ALF.

In den USA sind militantere Strömungen zu beobachten. So wurden dort Mitglieder der University of California at Los Angeles (UCLA), die an Tierversuchen beteiligt waren, ernsthaft bedroht, was bis zum Anschlag mit Molotow-Cocktails auf deren Privathäuser reichte. Vom FBI wird die ALF als Terrorgruppe mit besonderer Interessenlage gesehen.
Da ALF keine Vereinigung ist, gibt es in vielen Ländern Unterstützervereine (z. B. Animal Liberation Front Supporters Group (ALF-SG) oder Die Tierbefreier). Diese veröffentlichen Bekennerschreiben, übernehmen Rechtshilfekosten für Aktivisten oder betreuen inhaftierte Täter.

## Kritik
Kritik richtet sich gegen die teilweise angewandten Methoden (z. B. Brandanschläge auf Autos von Personen, die mit entsprechenden Firmen in Kontakt stehen), die terroristische Züge haben. Obwohl die ALF immer wieder betont, dass ein wichtiger Teil ihrer Planung darin bestehe, Schaden an Menschen und Tieren auszuschließen, gibt es bei jedem Brandanschlag die Gefahr, dass Unbeteiligte verletzt werden können, was bisher allerdings noch nicht vorkam.
Gerade aufgrund des deutlich militanteren Auftretens in den USA wird die ALF dort oft als terroristische Vereinigung angesehen. Im Januar 2005 führte das amerikanische Department of Homeland Security auch mögliche Anschläge von Mitgliedern der ALF in ihrem Lagebericht zum Terrorismus auf.
Im Wiener Neustädter Tierschützerprozess wurde 13 im öffentlichen und legalen Tierschutz tätigen Personen vorgeworfen, eine kriminelle Vereinigung nach § 278a StGB (Österreichischer „Anti-Mafia-Paragraph“) gebildet zu haben. Das Gericht prüfte einen Zusammenhang der 13 Angeklagten mit den von Unbekannten begangenen ALF-Aktionen. In dem konkreten Fall ging es um eine Serie von Buttersäureanschlägen und Sachbeschädigungen gegen österreichische Pelzhandelsgeschäfte, bei denen jedoch die konkreten Täter nicht ermittelt werden konnten. Der Darstellung der Staatsanwaltschaft, es handle sich um eine kriminellen Vereinigung, widersprach das Gericht und sprach alle Angeklagten nach dreimonatiger Untersuchungshaft und einem über ein Jahr dauernden Prozess, in allen Punkten frei. Es konnte kein Zusammenhang zwischen den öffentlich tätigen Personen und den ALF-Aktionen festgestellt werden.
Moderatere Teile der Tierrechtsbewegung kritisieren, dass das Handeln der ALF dazu führe, Personen von tierrechtspolitischen Themen abzuschrecken. Ein solches Vorgehen wirke polarisierend, dadurch entfernten sich Aktivisten von gesellschaftlichen Grundwerten. Es würden dadurch Mauern eher auf- (Schaffung von Feindbildern) als abgebaut und ein Dialog verhindert. Seitens der ALF wird argumentiert, dass durch radikales Vorgehen ihrerseits Tierrechtsorganisationen mit weniger radikalen Methoden in die gesellschaftliche Mitte gerückt würden. Obwohl die ALF sich zur linken Szene zählt, gelten sie in der linken Szene vielfach als Sonderlinge, denen Antihumanismus und krude KZ-Vergleiche vorgeworfen werden.
Die ideologische Ausrichtung unterscheidet sich fundamental vom Tierschutzgedanken, weshalb viele Tierschutzorganisationen diese als zu radikal empfinden und sich deshalb von der ALF und ihren Aktionen distanzieren. Während „klassische“ Tierschutzorganisationen eine inadäquate oder in ihren Augen tierquälerische Haltung bzw. Nutzung von Tieren bekämpfen, lehnen Aktivisten der ALF die Haltung und Nutzung von Tieren per se als illegitim ab. Gleichzeitig lehnt die ALF den klassischen Tierschutz, unter anderem mit dem Ziel artgerechter Tierhaltung und schonender Schlachtung, kategorisch ab.
Peter Singer, einer der Vordenker der Tierrechtsbewegung, fordert eine exakte Beschreibung und differenzierte Bewertung der ALF-Aktivitäten. Insbesondere müsse klar unterschieden werden zwischen verschiedenen Formen von Gewalt. Erst auf dieser Grundlage könnten bestimmte Formen von Gewalt kategorisch verurteilt werden.